# Euphorbia hondurana
Euphorbia hondurana är en törelväxtart som beskrevs av Paul Carpenter Standley och Louis Otho Otto Williams. Euphorbia hondurana ingår i släktet törlar, och familjen törelväxter.
Artens utbredningsområde är Honduras. Inga underarter finns listade i Catalogue of Life.